# Miękusz szafranowy

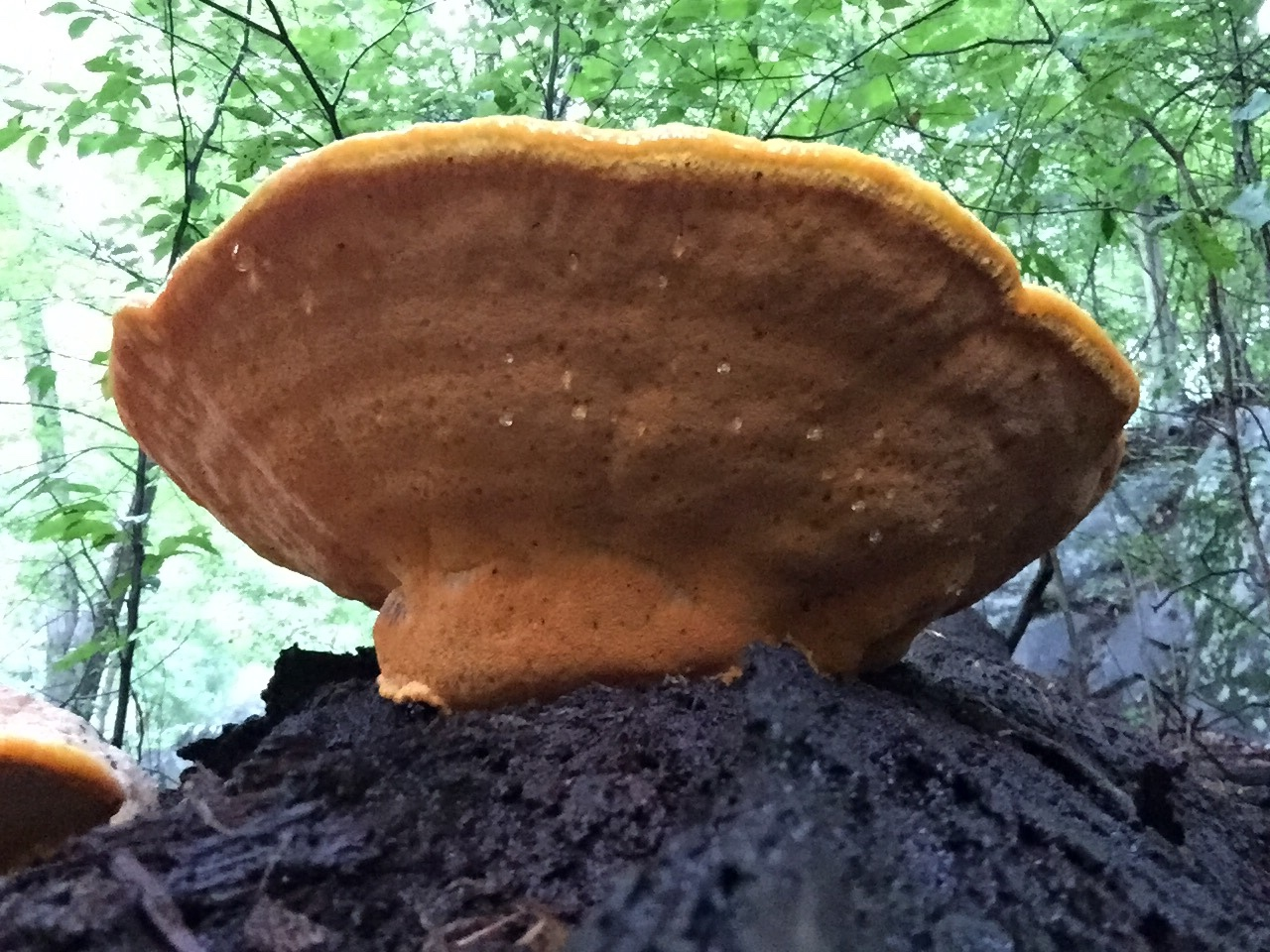

Miękusz szafranowy (Hapalopilus croceus (Pers.) Donk) – gatunek grzybów z rzędu żagwiowców (Polyporales).

## Systematyka i nazewnictwo
Pozycja w klasyfikacji według Index Fungorum: Hapalopilus, Phanerochaetaceae, Polyporales, Incertae sedis, Agaricomycetes, Agaricomycotina, Basidiomycota, Fungi.
Po raz pierwszy takson ten zdiagnozował w 1796 r. Christiaan Hendrik Persoon, nadając mu nazwę Boletus croceus. Obecną, uznaną przez Index Fungorum nazwę nadał mu w 1933 r. Marinus Anton Donk, przenosząc go do rodzaju Hapalopilus. Synonimy nazwy naukowej:

- Aurantiporus croceus (Pers.) Murrill 1920
- Boletus croceus Pers. 1796
- Inonotus croceus (Pers.) P. Karst. 1882
- Ochroporus croceus (Pers.) J. Schröt. 1888
- Phaeolus croceus (Pers.) Pat. 1900
- Polyporus croceus (Pers.) Fr. 1815
- Polystictus croceus (Pers.) Bigeard & H. Guill. 1913
- Tyromyces croceus (Pers.) J. Lowe 1975

Nazwę polską podał Stanisław Domański w 1967 r.

## Morfologia
Owocnik
Półkolisty, bokiem przyrośnięty do podłoża, rozpostarto odgięty lub poduszkowaty. Na powierzchni delikatnie aksamitny, później nagi i pomarszczony, czerwonopomarańczowy z brązowawym odcieniem u nasady. Szeroki na 5–10 cm, gruby na 1–4 cm.
Rurki
Barwy miąższu. Pory jaskrawopomarańczowe, początkowo koliste, później nieregularnego kształtu.
Miąższ
Włóknisty, elastyczny, gąbczasty, przesycony wodą. Barwa kremowopomarańczowa do karminowej. Po wyschnięciu twardy, kremowobrązowy.
Wysyp zarodników:
Jasnosłomkowy.
Zarodniki
Gładkie, bezbarwne, elipsoidalne.
Gatunki podobne
- pomarańczowiec błyszczący (Pycnoporellus fulgens), rosnący na drzewach iglastych
- miękusz rabarbarowy (Hapalopilus nidulans), który ma owocniki barwy ochrowej, rośnie na drewnie różnych drzew, a jego miąższ pod wpływem zasad przebarwia się na kolor intensywnie fiołkowy[5].

## Występowanie i siedlisko
Występuje w Ameryce Północnej, Środkowej, Europie i Azji. W Polsce jest rzadki. W piśmiennictwie naukowym do 2020 r. podano 22 jego pewne stanowiska. Aktualne stanowiska podaje także internetowy atlas grzybów. W opracowaniu Czerwona lista roślin i grzybów Polski jest zaliczony do kategorii gatunków wymierających (E). Jego przetrwanie jest mało prawdopodobne, jeśli nadal będą istnieć czynniki zagrożenia. W latach 1995–2004 podlegał ochronie częściowej, a od roku 2004 – ochronnie ścisłej.
Nadrzewny grzyb saprotroficzny lub pasożytniczy. Występuje w starych lasach liściastych, w zabytkowych parkach, na drzewach będących pomnikami przyrody. Rośnie na martwych lub żywych, starych i osłabionych pniach dębów, czasami także na niewielkich ich kawałkach. Dużo rzadziej spotykany jest na robiniach i kasztanie jadalnym. Powoduje białą zgniliznę drewna.